# Tirea
Tirea (en griego antiguo: Θυρέα) fue una antigua ciudad griega cuyo territorio llegaba hasta el mar. Se hallaba al nordeste de Esparta y al sur de Argos, de las cuales era fronteriza. Se encontraba probablemente próxima a la ciudad actual de Astros. El gentilicio es tireatas. 
Fue el escenario de una combate singular entre los lacedemonios y los argivos, que enfrentó a 300 hombres contra otros 300. Vencieron los lacedemonios, mandados por Otríades.
En el verano de 431 a. C., los atenienses expulsaron a todos los habitantes de Egina, a quienes acusaban de ser los instigadores principales ante los lacedemonios de la guerra contra Atenas (guerra del Peloponeso). Los lacedemonios permitieron a los eginetas desterrados habitar Tirea y cultivar su territorio. Se trataba, por lo tanto, de hacer lo mismo que los atenienses hicieron al establecer a los mesenios en Naupacto, en una posición estratégica a unos enemigos acérrimos de Esparta, que de esta forma le pagó con la misma moneda al establecer en Tirea a los eginetas expulsados. Ambas potencias protegieron a los enemigos de sus propios enemigos. Con este establecimiento de los eginetas en Tirea los lacedemonios perseguían otro fin: asegurar un territorio fronterizo con Argos sobre el que existían pretensiones argivas.